# (22558) Mladen
(22558) Mladen est un astéroïde de la ceinture principale d'astéroïdes.

## Description
(22558) Mladen est un astéroïde de la ceinture principale d'astéroïdes. Il fut découvert le 22 avril 1998 à Modra par Peter Kolény et Leonard Kornoš. Il présente une orbite caractérisée par un demi-grand axe de 2,20 UA, une excentricité de 0,05 et une inclinaison de 0,8° par rapport à l'écliptique.

## Compléments